# Haagse Straathockey Klub
Der Haagse Straathockey Klub (kurz HSK) ist ein Unihockeyverein aus Den Haag in den Niederlanden. Der Verein wurde im Jahr 2000 gegründet und ist Rekordmeister bei den Herren. Die Herren sind jedoch im Sommer 2016 abgestiegen, während die Damen den Meistertitel gewannen.
Die Mannschaft spielt sowohl bei den Herren wie auch bei den Damen in der Ehrendivision, der höchsten Unihockeyliga. Von der Saison 2006/07 bis 2012/13 nahm der Verein unter dem Namen HDM Floorball an der Meisterschaft teil, wobei HDM für Haagsche Delftsche Mixed steht, dem Mutterverein des HSK.

## Resultate

### Herren
Die Herren sind die Rekordmeister in den Niederlanden. Ihren ersten Meistertitel gewannen sie in der Saison 2000/01, als sie mit drei Mannschaften an der Meisterschaft teilnahmen – 2001/02 war es jedoch nur noch eine Mannschaft, später teilweise wieder zwei Mannschaften.  Bis 2014 holten sich die Herren acht Meistertitel und sechs Cupsiege, und falls es in der Meisterschaft wie 2014 nicht zum Titel reichte, wurden sie mindestens Zweiter. Ab 2015 konnten sie jedoch nicht mehr überzeugen und wurden nur Fünfter, konnten sich jedoch noch in der Liga halten. 2016 gelang ihnen dasselbe nicht mehr, sie verloren in der Auf-/Abstiegspoule und stiegen zum ersten Mal seit der Gründung des Vereins in die 1. Division ab.
| Saison         | Platz                     | Liga            | NeFUB-Cup         |
| -------------- | ------------------------- | --------------- | ----------------- |
| 2000/01        | 1. Platz (von 8)          | (nur eine Liga) | nicht ausgetragen |
| 2001/02        | 1. Platz (von 5)          | (nur eine Liga) | nicht ausgetragen |
| 2002/03        | 2. Platz (von 7)          | (nur eine Liga) | nicht ausgetragen |
| 2003/04        | 2. Platz (von 8)          | (nur eine Liga) | nicht ausgetragen |
| 2004/05        | 1. Platz (von 7)          | Division 1*     | Sieger            |
| 2005/06        | 2. Platz (von 7)          | Division 1*     | Sieger            |
| 2006/07        | 2. Platz (von 7)          | Division 1*     | Sieger            |
| 2007/08        | 1. Platz (von 8)          | Division 1*     | Sieger            |
| 2008/09        | 1. Platz (von 8)          | 1. Division*    | Sieger            |
| 2009/10        | 2. Platz (von 8)          | 1. Division*    | Halbfinale        |
| 2010/11        | 1. Platz (von 8)          | 1. Division*    | Finale            |
| 2011/12        | 1. Platz (von 7)          | Ehrendivision*  | Sieger            |
| 2012/13        | 1. Platz (von 6)          | Ehrendivision*  | Viertelfinale     |
| 2013/14        | 2. Platz (von 6)          | Ehrendivision*  | Finale            |
| 2014/15        | 5. Platz (von 6)          | Ehrendivision*  | Viertelfinale     |
| 2015/16        | 5. Platz (von 6, Abstieg) | Ehrendivision*  | 1. Runde          |
| * höchste Liga |                           |                 |                   |

### Damen
Die Damenmannschaft von HSK war nicht ganz so erfolgreich wie die der Herren. Auch traten sie zeitweise in Zusammenarbeit mit anderen Vereinen an, so  2005–2007 in einer Spielgemeinschaft mit den Floorball Agents und in der Saison 2013/14 zusammen mit den D.S.F.V. Blue Falcons. Von 2010 bis 2012 stellte der HSK sogar gar keine Mannschaft. Meistertitel konntens sich die Damen bisher dreimal nach Den Haag holen, nämlich 2008, als sie auch bisher das einzige Mal den Cup gewannen, sowie 2010 und 2016.
| Saison | Platz              | Liga             | NeFUB-Cup         |
| --- | ------------------ | ---------------- | ----------------- |
| 2003/04 | 4. Platz (von 6)   | (nur eine Liga)  | nicht ausgetragen |
| 2004/05 | 8. Platz (von 9)   | (nur eine Liga)  | Gruppenphase      |
| 2005/06 | 5. Platz (von 6)   | (nur eine Liga)  | Gruppenphase      |
| 2006/07 | 2. Platz (von 8)   | (nur eine Liga)  | Halbfinale        |
| 2007/08 | 1. Platz (von 10)  | (nur eine Liga)  | Sieger            |
| 2008/09 | 4. Platz (von 10)  | (nur eine Liga)  | Halbfinale        |
| 2009/10 | 1. Platz (von 6)   | 1. Division*     | Halbfinale        |
| 2010/11 | nicht angetreten   | nicht angetreten | nicht angetreten  |
| 2011/12 | nicht angetreten   | nicht angetreten | nicht angetreten  |
| 2012/13 | 5. Platz (von 10)  | (nur eine Liga)  | Halbfinale        |
| 2013/14 | 3/4. Platz (von 5) | Ehrendivision*   | Halbfinale        |
| 2014/15 | 5. Platz (von 6)   | Ehrendivision*   | Halbfinale        |
| 2015/16 | 1. Platz (von 6)   | Ehrendivision*   | Viertelfinale     |
| * höchste Liga 2005–2007 zusammen mit den Floorball Agents als HSK Agents angetreten 2013/14 zusammen mit den D.S.F.V. Blue Falcons als HSK Falcons angetreten |                    |                  |                   |